# Furcifer lateralis
Furcifer lateralis este o specie de cameleoni din genul Furcifer, familia Chamaeleonidae, descrisă de Gray 1831. A fost clasificată de IUCN ca specie cu risc scăzut.

## Subspecii
Această specie cuprinde următoarele subspecii:
- F. l. lateralis
- F. l. major